# Sougy-sur-Loire
Sougy-sur-Loire ist eine französische Gemeinde mit 590 Einwohnern (Stand: 1. Januar 2022) im Département Nièvre in der Region Bourgogne-Franche-Comté. Sie gehört zum Arrondissement Nevers und zum Kanton Imphy.

## Geografie
Sougy-sur-Loire liegt etwa 22 Kilometer südöstlich von Nevers an der Loire, die die Gemeinde im Süden begrenzt. Umgeben wird Sougy-sur-Loire von den Nachbargemeinden Trois-Vèvres im Norden, La Machine im Nordosten, Saint-Léger-des-Vignes im Osten, Decize im Südosten, Avril-sur-Loire im Süden sowie Druy-Parigny im Westen und Nordwesten.

## Bevölkerungsentwicklung
| Jahr                       | 1962 | 1968 | 1975 | 1982 | 1990 | 1999 | 2006 | 2020 |
| Einwohner                  | 526  | 498  | 467  | 443  | 491  | 531  | 585  | 592  |
| Quellen: Cassini und INSEE |      |      |      |      |      |      |      |      |

## Sehenswürdigkeiten
- Kirche Saint-Bénigne aus dem 12. Jahrhundert
- Schloss Bateau, 1860 bis 1864 erbaut
- Schloss Fontas, 1870 erbaut
- Schloss Rozières, im 19. Jahrhundert erbaut
- Schloss Champrobert aus dem 14. Jahrhundert, im 17. Jahrhundert umgebaut

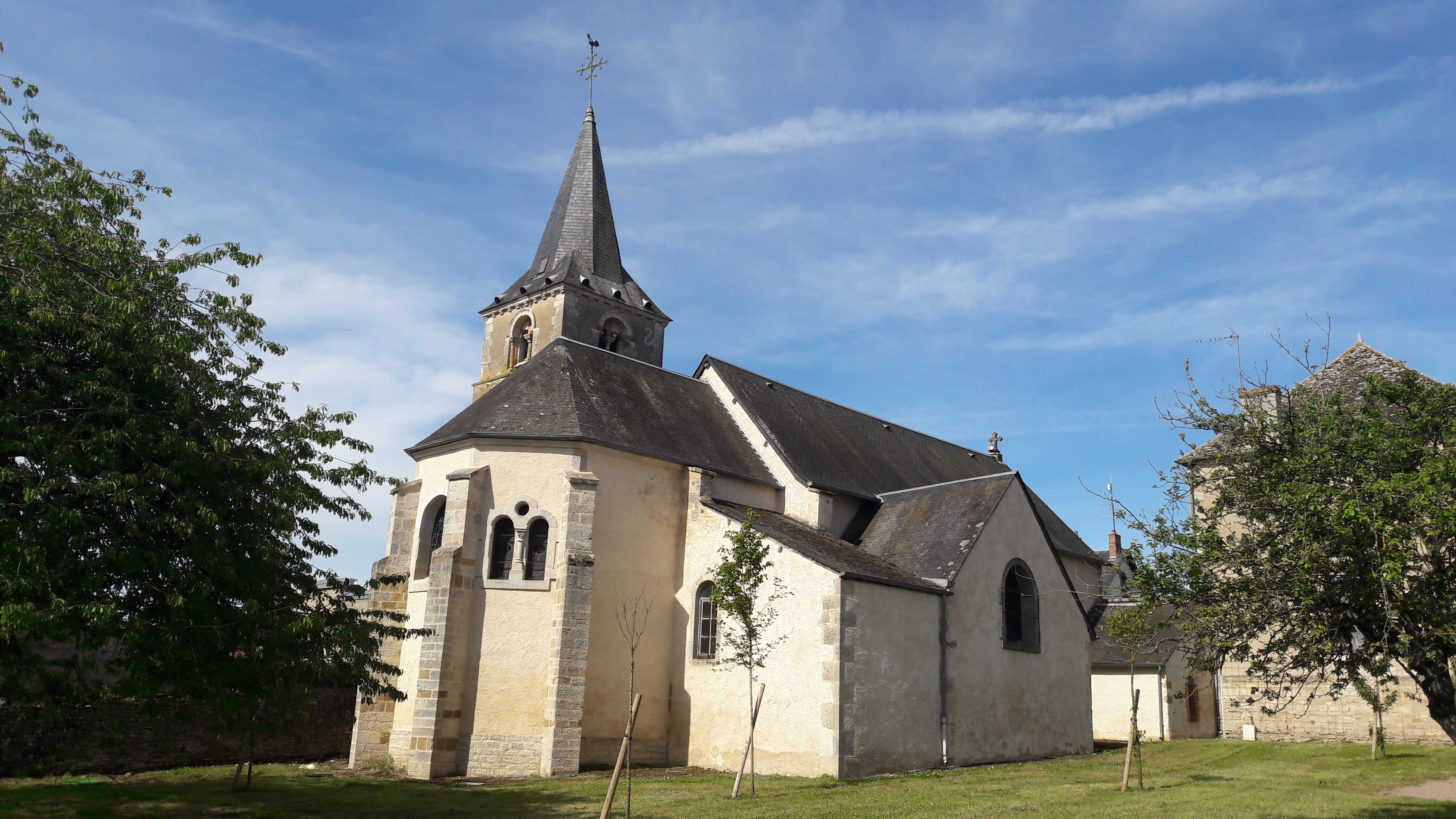
Kirche Saint-Bénigne